# Scooby-Doo et Compagnie
Trop cool, Scooby-Doo !
Scooby-Doo et Compagnie (Scooby-Doo and Guess Who?) est une série télévisée d'animation américaine en 52 épisodes de 22 minutes diffusée du 27 juin 2019 au 1er octobre 2021 sur Boomerang puis sur HBO Max basée sur l'univers de Scooby-Doo.
La série est lancée en célébrant les 50 ans de Scooby-Doo, où es-tu ?, la toute première série de la franchise Scooby-Doo apparue en 1969.
En France, elle est diffusée dans l'émission Quoi de neuf Bunny ? sur France 3 depuis le 13 octobre 2019 et sur Boing depuis janvier 2020. Depuis le 1er septembre 2020, la série est diffusée sur Boomerang. Au Québec, la série est diffusée sur Télétoon.

## Synopsis
À chaque épisode, Scooby-Doo et ses amis mènent l'enquête avec une personnalité invitée, réelle ou fictive.

## Fiche technique
- Titre original : Scooby-Doo and Guess Who?
- Titre français : Scooby-Doo et Compagnie
- Réalisation : Mike Milo (6 ép.), Frank Paur (5 ép.), Sean Bishop (2 ép.), Gavin Dell (2 ép.), Chris Bailey (1 ép.), Jae H. Kim (1 ép.)
- Scénario : Michael Ryan (10 ép.), Caroline Farah (5 ép.), Mark Hoffmeier (2 ép.), Thomas Krajewski (2 ép.), Bill Finger (1 ép.), Bob Kane (1 ép.), Analisa LaBianco (1 ép.), William Moulton Marston (1 ép.), Jeffery Spencer (1 ép.)
- Direction artistique : Nadia Vurbenova
- Montage : Dave Courter
- Musique : Steve Morrell, Adam Berry
- Production : Chris Bailey
- Société de production : Warner Bros. Animation
- Pays d'origine :  États-Unis
- Langue originale : anglais
- Format : couleur - digital - 16:9 HD - son stéréo
- Genre : animation, fantastique, comédie, suspense
- Durée : 22 min.
- Dates de première diffusion :
  - USA : 27 juin 2019
  - France : 13 octobre 2019

## Distribution

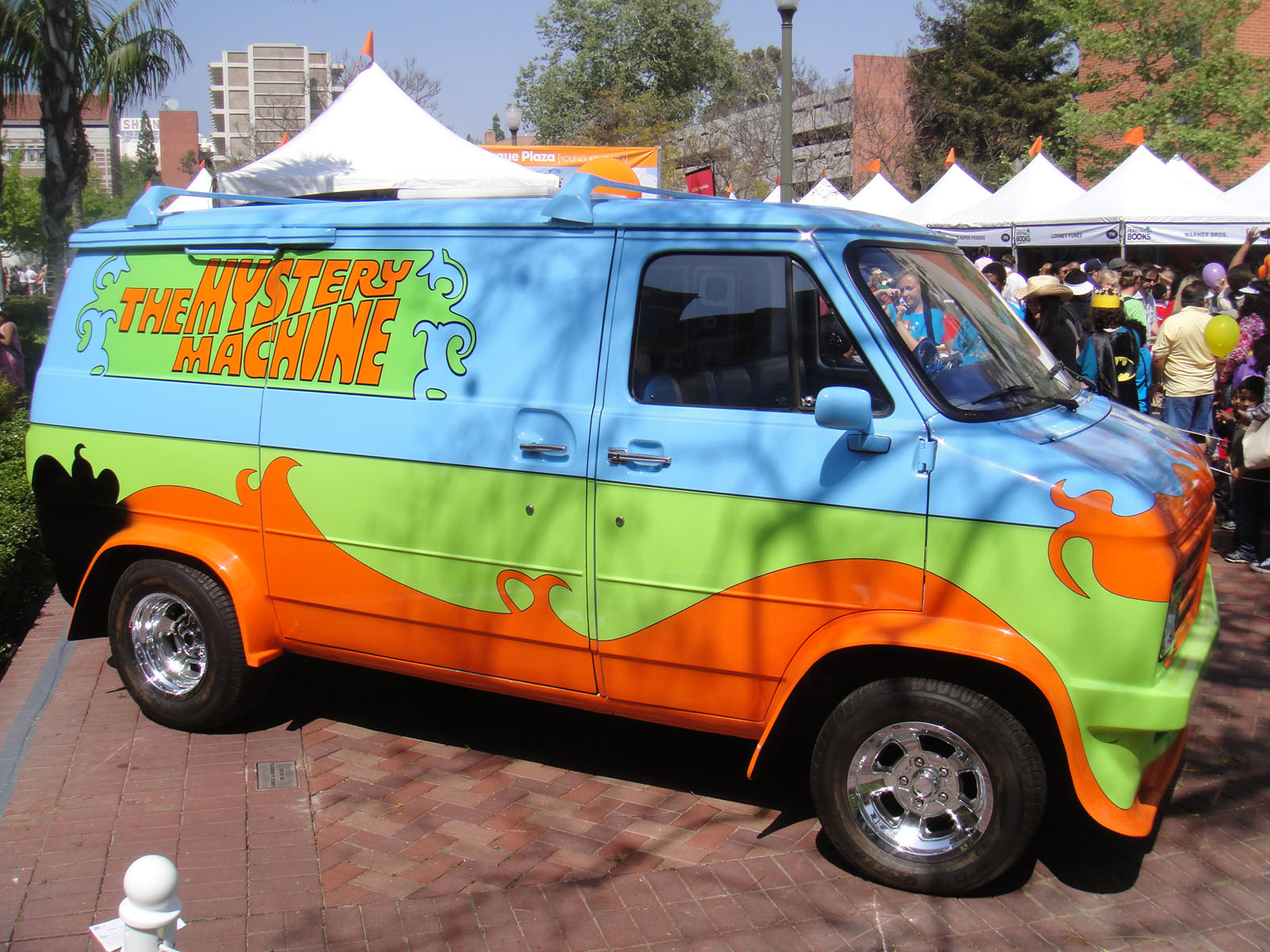
Le van « The Mystey Machine » de Sammy et Scooby-Doo, et leurs amis.

### Voix originales

#### Personnages principaux
- Frank Welker : Scooby-Doo / Fred Jones
- Matthew Lillard : Shaggy Rogers (Sammy)
- Grey DeLisle : Daphne Blake (Daphné)
- Kate Micucci : Velma Dinkley (Véra)

#### Guest-stars
- Chris Paul
- Wanda Sykes
- Ricky Gervais
- Rachel Kimsey[Note 1]
- Penn & Teller
- Jaleel White[Note 2]
- Jim Gaffigan
- Weird Al Yankovic
- Sia
- Kenan Thompson
- Kevin Conroy
- Mark Hamill[Note 3]
- Whoopi Goldberg
- Halsey
- George Takei
- Steve Buscemi[Note 4]
- Jeff Dunham
- Darci Lynne Farmer
- Maddie Ziegler
- Jeff Foxworthy
- Malcolm McDowell
- Sean Astin
- Jennifer Hale[Note 5]
- Kimberly Brooks[Note 6]
- Jane Wiedlin[Note 7]
- Christian Slater
- Bill Nye
- Neil deGrasse Tyson
- Kacey Musgraves
- Morgan Freeman
- Kristen Schaal
- Joey Chestnut
- Gigi Hadid
- Tim Gunn
- Tara Lipinski
- Chloe Kim
- Laila Ali
- Liza Koshy
- Macklemore
- Sandy Duncan
- Alex Trebek
- Axl Rose
- Jason Sudeikis
- Lucy Liu
- Cher
- Jessica Biel
- Joseph Simmons
- Billy Dee Williams
- Terry Bradshaw
- Carol Burnett

### Voix françaises

#### Personnages principaux
- Mathias Kozlowski : Fred Jones
- Éric Missoffe : Sammy Rogers / Scooby-Doo
- Caroline Pascal : Véra Dinkley
- Céline Melloul : Daphné Blake

#### Personnages secondaires
- Adrien Antoine : Batman
- Xavier Fagnon : le Joker
- Xavier Béja : Sherlock Holmes et le robot destructeur
- Achille Orsoni : Abraham Lincoln
- Diouc Koma : Chris Paul
- Marie Lenoir : Wanda Sykes
- Marc Perez : Ricky Gervais
- Patrick Borg : l'antiquaire
- Gérard Darier : Penn
- Michel Prud'homme : Teller, Alex Trebek
- Delphine Braillon : Wonder Woman
- Christophe Lemoine : Barry Allen / Flash et Sean Astin
- Daniel Lafourcade : Trickster
- Jérémy Prévost : Steve Urkel
- Gilles Morvan : Jim Gaffigan
- Frédéric Popovic : Weird Al Yankovic
- Alice Taurand : Sia
- Namakan Koné : Kenan Thompson
- Bernard Lanneau : Mark Hamill
- Maïk Darah : Whoopi Goldberg
- Dorothée Pousséo : Halsey
- François Dunoyer : George Takei
- Edgar Givry : Steve Buscemi
- Marie Tirmont : Thorn
- Jean-Pierre Leroux : Malcolm McDowell
- Laurent Morteau : Jeff Foxworthy
- Sébastien Desjours : Jeff Dunham
- Nathalie Bienaimé : Kristen Schaal
- Marie Diot : Kacey Musgraves
- Laetitia Godès : Lucy Liu
- Bernard Alane : Tim Gunn
- Benoît Du Pac : Joey Chestnut
- Guillaume Lebon : Jean Lebeau
- Pascal Nowak : Macklemore
- Frédéric Souterelle : le traiteur, le concierge du Manoir Thraber
- Brigitte Virtudes : La dame du rayon jardinage  (saison 2, épisode 18)
- Benoît Allemane : Morgan Freeman
- Frédérique Cantrel : Carol Burnett
- Thierry Kazazian : Jason Sudeikis et le détective de la banque
- Bruno Choël : Axl Rose
- Paul Borne : Blue Falcon

 Sauf indication contraire ou complémentaire, les informations mentionnées dans cette section proviennent du générique de fin de l'œuvre audiovisuelle présentée ici. Source et légende : version française (VF) sur RS Doublage

## Épisodes[2]
| No | No dans la saison | Titre français                                                               | Titre original                                           | Première diffusion |
| -- | ----------------- | ---------------------------------------------------------------------------- | -------------------------------------------------------- | ------------------ |
| 1  | S01E01            | La Vengeance du monstre des Marais                                           | Revenge of the Swamp Monster!                            | 27 juin 2019       |
| 2  | S01E02            | L’Enquête de la discorde                                                     | A Mystery Solving Gang Divided                           | 4 juillet 2019     |
| 3  | S01E03            | La Petite Animalerie des horreurs                                            | Peebles' Pet Shop of Terrible Terrors!                   | 11 juillet 2019    |
| 4  | S01E04            | Élémentaire, mon cher Sammy                                                  | Elementary, My Dear Shaggy!                              | 18 juillet 2019    |
| 5  | S01E05            | Qui donne sa langue au chat ?                                                | Ollie Ollie In-Come Free!                                | 25 juillet 2019    |
| 6  | S01E06            | Un monstre peut en cacher un autre                                           | The Scooby of a Thousand Faces!                          | 1er août 2019      |
| 7  | S01E07            | Dernière nuit à l'hôtel Savanna                                              | The Cursed Cabinet of Professor Madds Markson!           | 8 août 2019        |
| 8  | S01E08            | Y a-t-il un pilote dans l'Urkel-bot ?                                        | When Urkel-Bots Go Bad!                                  | 15 août 2019       |
| 9  | S01E09            | Le Démon du fast-food                                                        | The Fastest Food Fiend!                                  | 22 août 2019       |
| 10 | S01E10            | L'Attaque du bizaronaurus                                                    | Attack of the Weird Al-Osaurus!                          | 29 août 2019       |
| 11 | S01E11            | Le Double maléfique                                                          | Now You Sia, Now You Don't!                              | 5 septembre 2019   |
| 12 | S01E12            | Pazzo le clown                                                               | Quit Clowning!                                           | 12 septembre 2019  |
| 13 | S01E13            | Quelle nuit pour la chauve-souris !                                          | What a Night, For a Dark Knight!                         | 19 septembre 2019  |
| 14 | S01E14            | Un fantôme hurleur à l'université (Le fantôme cauchemardesque de la voyante) | The Nightmare Ghost of Psychic U!                        | 2 juillet 2020     |
| 15 | S01E15            | Maître Goupil par le sabre alléché                                           | The Sword, the Fox and the Scooby-Doo!                   | 2 juillet 2020     |
| 16 | S01E16            | Attention au Flash                                                           | One Minute Mysteries!                                    | 2 juillet 2020     |
| 17 | S01E17            | Le Chevalier fantôme d'Hollywood                                             | Hollywood Knights!                                       | 2 juillet 2020     |
| 18 | S01E18            | Les souterrains de New York                                                  | The New York Underground!                                | 2 juillet 2020     |
| 19 | S01E19            | Monstre de feu !                                                             | Fear of the Fire Beast!                                  | 2 juillet 2020     |
| 20 | S01E20            | Le concours de ventriloque                                                   | Too Many Dummies!                                        | 2 juillet 2020     |
| 21 | S01E21            | Le triangle Zobrinski                                                        | Dance Matron of Mayhem!                                  | 2 juillet 2020     |
| 22 | S01E22            | La mariée zombie de Wainsly Hall                                             | The Wedding Witch of Wainsly Hall!                       | 2 juillet 2020     |
| 23 | S01E23            | Le manège à voyager dans le temps                                            | A Run Cycle Through Time!                                | 2 juillet 2020     |
| 24 | S01E24            | La guitare maléfique                                                         | I Put A Hex On You!                                      | 2 juillet 2020     |
| 25 | S01E25            | Le loup-garou de Broadway                                                    | The High School Wolfman's Musical Lament!                | 2 juillet 2020     |
| 26 | S01E26            | Mystère dans l'espace                                                        | Space Station Scooby                                     | 2 juillet 2020     |
| 27 | S02E01            | Le fantôme, le chien qui parle et la sauce, extra, extra, extra, extra forte | The Phantom, The Talking Dog, and the Hot Hot Hot Sauce! | 1er octobre 2020   |
| 28 | S02E02            | Le dernier prisonnier                                                        | The Last Inmate!                                         | 1er octobre 2020   |
| 29 | S02E03            | L'horrible hôpital hanté du Docteur Phinéas Phrag !                          | The Horrible Haunted Hospital of Dr. Phineas Phrag!      | 1er octobre 2020   |
| 30 | S02E04            | Le concours de hot-dogs                                                      | The Hot Dog Dog!                                         | 1er octobre 2020   |
| 31 | S02E05            | Le défi défilé                                                               | A Moveable Mystery!                                      | 1er octobre 2020   |
| 32 | S02E06            | Le festin du Docteur Frankenvégan                                            | The Feast of Dr. Frankenfooder!                          | 1er octobre 2020   |
| 33 | S02E07            | Un mystère à la mode                                                         | A Fashion Nightmare!                                     | 1er octobre 2020   |
| 34 | S02E08            | Une enquête en patins à glace                                                | Scooby on Ice!                                           | 1er octobre 2020   |
| 35 | S02E09            | Un mystère bien congélé                                                      | Caveman on the Half Pipe!                                | 1er octobre 2020   |
| 36 | S02E10            | Couronnés champions de boxe                                                  | The Crown Jewel of Boxing!                               | 1er octobre 2020   |
| 37 | S02E11            | Le mystère du manoir Thraber                                                 | The Internet on Haunted House Hill!                      | 1er octobre 2020   |
| 38 | S02E12            | La mascotte de Seattle                                                       | The 7th Inning Scare!                                    | 1er octobre 2020   |
| 39 | S02E13            | Docteur Jeckyll et mystère Hyde                                              | The Dreaded Remake of Jekyll & Hyde!                     | 1er octobre 2020   |
| 40 | S02E14            | Véra et Sammy au Jeopardy                                                    | Total Jeopardy!                                          | 13 novembre 2020   |
| 41 | S02E15            | Guet-apens sur la route 66                                                   | Dark Diner of Route 66!                                  | 25 février 2021    |
| 42 | S02E16            | Les baskets légendaires                                                      | Lost Soles of Jungle River!                              | 25 juillet 2020    |
| 43 | S02E17            | Scooby artiste peintre                                                       | The Tao of Scoob!                                        | 5 janvier 2021     |
| 44 | S02E18            | La communauté de l'anneau... et de la clef                                   | Returning of the Key Ring!                               | 6 janvier 2021     |
| 45 | S02E19            | Croisière en yacht avec Cher                                                 | Cher, Scooby, and the Sargasso Sea!                      | 7 janvier 2021     |
| 46 | S02E20            | Les mines perdues du Kilimandjaro                                            | The Lost Mines of Kilimanjaro!                           | 8 janvier 2021     |
| 47 | S02E21            | La légende du microphone en or                                               | Legend of the Gold Microphone!                           | 12 janvier 2021    |
| 48 | S02E22            | L'académie de la coolitude                                                   | Scooby-Doo and the Sky Town Cool School!                 | 23 février 2021    |
| 49 | S02E23            | L'extraterrestre                                                             | Falling Star Man!                                        | 24 février 2021    |
| 50 | S02E24            | Le mystère du doublage                                                       | A Haunt of a Thousand Voices!                            | 1er mars 2021      |
| 51 | S02E25            | Super By-Doo                                                                 | Scooby-Doo, Dog Wonder!                                  | 26 mars 2021       |
| 52 | S02E26            | Un mystère virtuel                                                           | The Movieland Monsters!                                  | 2 mars 2021        |

## Production
Cette série reprend le style d'animation des séries Scooby-Doo produites par les studios Hanna-Barbera avec l'apparence originale du Scooby-Gang. Comme dans Les Grandes Rencontres de Scooby-Doo (1972-73), les membres du Scooby-Gang ont affaire à des mystères qu'ils résolvent aux côtés de personnages célèbres.